# متیو فاکس
متیو چندلر فاکس (به انگلیسی: Matthew Chandler Fox) (زاده ۱۴ ژوئیه ۱۹۶۶ میلادی ابینگتون، پنسیلوانیا) هنرپیشه آمریکایی سینما و تلویزیون است.

## محل زندگی
او و خانواده‌اش از فوریه ۲۰۰۶ در اوهایوی هاوایی سکونت می‌کنند، جایی که از سال ۲۰۰۴ سریال لاست در آنجا آغاز شده بود.
متیو چندلر فاکس بازیگری آمریکایی است که سابق در کار مدلینگ بوده‌است. اولین کار او در حرفه بازیگری در نقش پسر بزرگ و رئیس خانواده در «مهمانی پنج نفره» در دهه ۹۰ بود که نقش چارلی سالینجر را داشت. نقش‌های مقابل او بازیگرانی چون «اسکات ولف»، «نیوی کمپبل» و «لیسی چابرت» بودند. مهم‌ترین نقش او بازی در سریال لاست در نقش جک شپرد بود.

## زندگی شخصی

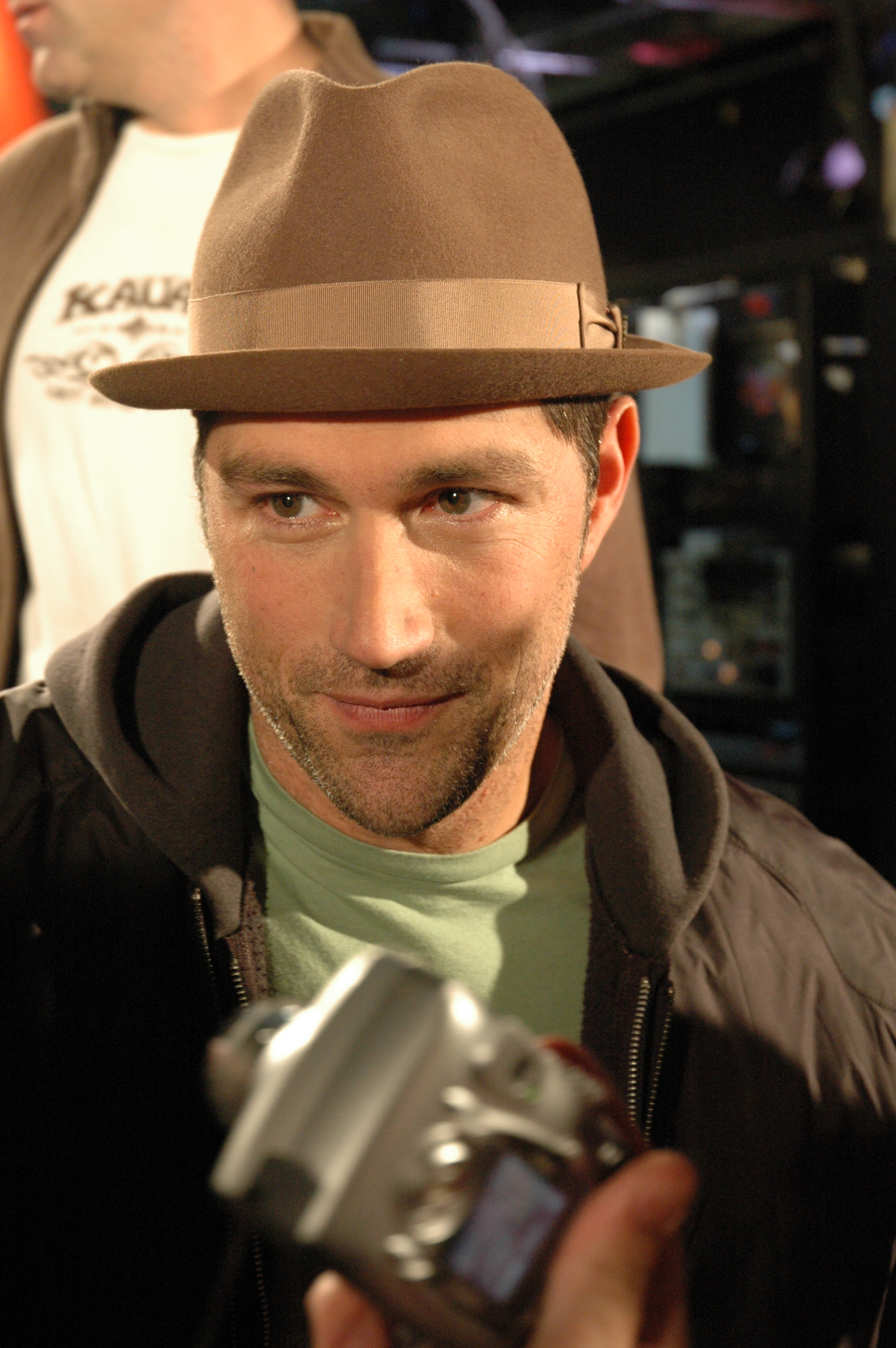
فاکس خارج از Citytv در تورنتو در یک جلسه عکسبرداری آزاد ، ۶ دسامبر ۲۰۰۶

متیو فاکس در ایالت پنسیلوانیای آمریکا زاده شد. او پسر وسطی از سه پسر خانواده بود و خانه آن‌ها در مزرعه و پدرش هم در کار پرورش دام بود. بعد از این وقتی که او هنوز خیلی کوچک بود همراه مادرش لوری پدرش فرانسیس و دو برادرش «فرانسیس جی آر» (متولد ۱۹۶۱) و «بایارد» (متولد ۱۹۶۹) به وایومینگ نقل مکان کردند. خانواده او بعد از اینکه مدتی برای دیگران کار کرد سرانجام توانست مزرعه خودش را در «کروهارت» بخرد و متیو نیز در همان‌جا بزرگ شد. مادرش لورتا معلم بود و پدرش در مزرعه هم پرورش اسب و گاو داشت و هم در کار تهیه مشروب بود. مادرش از نژاد ایتالیایی و پدرش نژاد انگلیسی داشت.
فاکس دوران دبیرستان را در وایومینگ به اتمام رساند و در دوره فارغ‌التحصیلی سالانه آکادمی «دیرفیلد» شرکت کرد. بعد از آن در دانشگاه کلمبیا شرکت کرد و در رشته اقتصاد ادامه تحصیل کرد. فاکس در این دانشگاه با رؤیای ورود به وال استریت رشته اقتصاد را ادامه داد و در سال ۱۹۸۸ فارغ‌التحصیل شد. مدتی نیز در این زمینه به عنوان دلال سهام مشغول بود اما مادر نامزدش که خود یک آژانس مدل داشت وی را به مدل شدن ترغیب کرد و سرانجام پس از مدت کوتاهی که در دنیای تجارت فعالیت کرد به سمت بازیگری تغییر مسیر داد و دوره دوساله‌ای را در آموزشگاه بازیگری فیلم و تلویزیون در نیویورک سپری کرد.
او در دانشگاه با «مارگریتا رونکی» (Margherita Ronchi) همسر آینده‌اش آشنا شد و خیلی زود سال ۱۹۹۲ با هم ازدواج کردند.

## زندگی هنری
اولین بازیگری متیو فاکس در یک فیلم دانشگاهی صورت گرفت. در ۲۵ سالگی او در اپیزود «بال‌ها» حضور یافت. همان سال در سری فیلم‌های «خوابگاه دانشجویان جدیدالورود» بازی کرد. بعد از آن چندین بار در نقش دوم فیلم ظاهر شد مثل: نقش چارلی در سریال CBS Schoolbreak Special و «اگر قبل از تو بمیرم». بعد از آن بزرگ‌ترین حضورش روی صحنه سال ۱۹۹۳ در فیلم «دوست پسرم برگشته است» بود. سپس سال ۱۹۹۴ در درام تین ایجری «مهمانی پنج نفره» در نقش چارلی سالینجر بازی کرد. او بزرگ‌ترین عضو خانواده ۵ نفره‌ای بود که والدینشان را در یک تصادف از دست داده بودند. سال ۱۹۹۶ از سوی مجله پیپل به عنوان یکی از ۵۰ مرد زیبای جهان معرفی شد. بعد از آن او بازی در قسمت بعدی این فیلم را رد کرده تا سال ۲۰۰۲ در سریال تلویزیونی «جن زده» ایفای نقش کرد؛ و بالاخره مهم‌ترین و معروف‌ترین نقش آفرینی‌اش از سپتامبر ۲۰۰۴ تا می۲۰۱۰ در سریال لاست و نقش «جک شپرد» بود. او در ابتدا برای بازی در نقش جیمز فورد یا ساویر تست بازیگری داده بود. با این حال تهیه‌کننده جی جی آبرامز او را برای نقش جک مناسب‌تر دید.
فاکس نامزد جایزه گلدن گلوب شده‌است، سال ۲۰۰۵ جایزه ستلایت را برد و سال ۲۰۰۶ «جایزه انجمن بازیگران روی صحنه» را به خاطر بازی‌اش در لاست از آن خود ساخت. فاکس سال ۲۰۰۶ در درام ورزشی «ما مارشال هستیم» با «متیو مک کاناگی» هم‌بازی شد. همچنین نقش کوتاهی در فیلم آس‌های دودی بازی کرد و سپس سال ۲۰۰۸ در فیلم «فرصت برتر» بازی کرد. او در می۲۰۰۸ در فیلم «مسابقه دهنده سرعت» نقش مسابقه‌دهنده X را داشت.

## مطالب حاشیه‌ای
- سال ۱۹۹۶ از سوی مجله پیپل در لیست ۵۰ مرد زیبای سال جای گرفت.
- دخترش کایل فاکس متولد ۱۹۹۸ و پسرش بایرون فاکس متولد ۲۰۰۱ است.
- او مدت دو سال در آموزشگاه بازیگری فیلم و تلویزیون در نیویورک آموزش دید.
- او از سال ۲۰۰۴ بارها در منزلش برای دست‌اندرکاران لاست مهمانی گرفته تا آخرین اپیزودی که فیلم‌برداری کردند را تماشا کنند.
- از شش سالگی اسب سواری می‌کرده
- او بلندقدترین بازیگر سریال لاست بود. تری او کوئین، جاش هالوی و بقیه از او کوتاه‌تر بودند.
- زمانی که در فیلم فرصت برتر بازی می‌کرد مدت سه هفته به ۹ کشور سفر کرد.
- پدربزرگ مادری‌اش مانند همسر متیو نژاد آمریکایی ایتالیایی دارد.
- تعداد اپیزودهای بازی او در لاست از همه بازیگران دیگر بیشتر بود.
- او خلبانی هم می‌کند البته به صورت شخصی و یک هواپیما مدل Beechcraft Bonanza G36 دارد.

## متیو فاکس در سال ۲۰۱۰ در اوهایو به حمله و ضرب‌وشتم یک راننده اتوبوس متهم شد ولی بااین‌حال در سال ۲۰۱۱ این راننده شکایت خودش را پس گرفت و متیو فاکس خسارت قابل توجهی به او پرداخت کرد. یک سال بعد متیو فاکس به‌دلیل رانندگی در شرایطی نامعمول و تحت تاثیر مواد مخدر دستگیر شد تا خدشه دیگری بر نام او وارد شود. او پس از سریال لاست در فیلم‌هایی مانند فیلم Alex Cross، فیلم World War Z و فیلم Extinction به ایفای نقش پرداخت که هیچکدام از آن‌ها موفقیت چشمگیری به‌همراه نداشتند. بااینکه زندگی متیو فاکس دقیقا مانند زندگی جک شپرد پستی‌وبلندی‌های زیادی داشت ولی به‌هرحال همه ما از او برای به‌تصویر کشیدن شخصیت جک سپاسگزار خواهیم بود.
- ۱۹۹۳- بازگشت دوست‌پسرم
- ۱۹۹۹- ورای ماسک
- ۲۰۰۶- ما مارشال هستیم
- ۲۰۰۷- آس‌های دودی
- ۲۰۰۸- نقطه برتری- مسابقه دهنده سرعت
- ۲۰۰۸- مسابقه سرعت
- ۲۰۱۰- سیگار بیلی
- ۲۰۱۳- امپراتور
- ۲۰۱۲- الکس کراس
- ۲۰۱۳- جنگ جهانی زد -(تیرانداز هلی کوپتر روی پشت بام)
- ۲۰۱۵- انقراض
- ۲۰۱۵- تاماهاوک استخوانی

### تلویزیون
۱۹۹۲- بال‌ها (۱ اپیزود)/ خوابگاه دانشجویان جدیدالورود (۵ اپیزود)
- ۱۹۹۳ CBS Schoolbreak (۱ اپیزود)
- ۱۹۹۵ MADtv (۱ اپیزود)
- ۱۹۹۴تا۲۰۰۰- مهمانی ۵ نفره (۱۴۲ اپیزود)
- ۲۰۰۲ جن زده (۱۲ اپیزود)
- ۲۰۰۶ پخش زنده شنبه شب (بازیگر مهمان در یک اپیزود)
- ۲۰۰۴ تا ۲۰۱۰- سریال لاست (۱۱۲ اپیزود)